# Cifelliodon wahkarmoosuch
Cifelliodon wahkarmoosuch — викопний вид ранніх ссавців вимерлого ряду хараміїд (Haramiyida), що існував у ранній крейді (139—124 млн років тому).

## Історія
Описаний по черепу, що знайдений у 2006 році у відкладеннях геологічної формації Кедрові гори у штаті Юта, США. Череп знайдений поруч з рештками декількох динозаврів (ігуанодонів, дромеозаврів та орнітопод) та крокодилоформ. Голотип зберігається у Музеї природознавства штату Юта. Нові вид та рід описані у 2018 році вченими геологічної служби штату Юта та Чиказького університету. Родова назва Cifelliodon означає «зуб Ціфеллі» та вшановує американського палеонтолога, спеціаліста з ранніх ссавців Річарда Ціфеллі. Видова назва C. wahkarmoosuch, що складається з двох слів мови юте «wahkar» (жовтий) і «moosuch» (кішка), вказує на типове місцезнаходження виду, рудник Жовтої Кішки (Yellow Cat mining area).

## Опис
Череп завдовжки 7,5 см. За оцінками, тварина важила 0,9-1,25 кг. Очні яблука невеликі, нюхові цибулини збільшені. З цього можна зробити висновок, що Cifelliodon вів нічний спосіб життя, мав поганий зір, але хороший нюх. Зуби пристосовані для споживання м'якої рослинної їжі.